# Národní park Montagne d'Ambre
Národní park Montagne d'Ambre je národní park v regionu Diana na severu Madagaskaru. Park je známý pro své endemitní rostlinstvo a živočišstvo, vodopády a kráterová jezera. Leží asi 1 000 km severně od hlavního města Antananariva a je jedním z biologicky nejrozmanitějších míst na celém Madagaskaru. 
Park má rozlohu asi 18 200 hektarů a rozkládá se na izolovaném sopečném masivu, tvořeným převážně z čedičové horniny, jenž se tyčí nad okolní suchou oblastí. Parkem protéká množství řek a potoků a ročně zde spadne kolem 3 585 mm srážek, což je více než trojnásobný úhrn ve srovnání s okolím blízkého města Antsiranana, které obklopují suché řídké lesy a polopouště se sukulentními rostlinami.
Většina parku je pokryta horským deštným pralesem, který je od okolních lesnatých oblastí izolován suchými regiony. Místní stromy mohou být až 40 m vysoké. Porůstají je liány, orchideje a kapradiny, jako je sleziník hnízdovitý (Asplenium nidus). V parku roste více než 1 000 druhů rostlin. V parku žije celkem 25 druhů savců, skýtá domov například pro 8 druhů lemurů, galidie proužkované (Galidia elegans) a fanaloky (Fossa fossana). Žije zde 75 druhů ptáků, z toho 35 představuje endemity. Park je také známý svou herpetofaunou, včetně chameleona Brookesia tuberculata, jenž je jedním z nejmenších plazů světa. Žije zde 35 druhů žab.